# Bulletin du Jardin Botanique de l'État
Bulletin du Jardin Botanique de l'État = Bulletin van den Rijksplantentuin, Brussel (abreviado Bull. Jard. Bot. État Brux.) fue una revista ilustrada con descripciones botánicas, editada por el Jardín Botánico de Bruselas. Se publicaron 36 números en los años 1902 a 1966. Fue reemplazada por Bulletin du Jardin Botanique National de Belgique = Bulletin van de Nationale Plantentuin van België desde el número 37 en 1967 al 67 en 1999, el cual fue continuado por Systematics and Geography of Plants / National Botanic Garden Belgium  desde el número 68 en 1999 hasta ahora.